# Condado de Carlisle
El condado de Carlisle (en inglés: Carlisle County) es un condado en el estado estadounidense de Kentucky. En el censo de 2000 el condado tenía una población de 5.351 habitantes. La sede de condado es Bardwell. El condado fue fundado en 1886 y fue nombrado en honor a John G. Carlisle, quien fue Presidente de la Cámara de Representantes de los Estados Unidos entre 1883 y 1889.

## Geografía
Según la Oficina del Censo, el condado tiene un área total de 515 km² (199 sq mi), de la cual 497 km² (192 sq mi) es tierra y 18 km² (7 sq mi) (3,29%) es agua.

### Condados adyacentes
- Condado de Ballard (norte)
- Condado de McCracken (noreste)
- Condado de Graves (este)
- Condado de Hickman (sur)
- Condado de Misisipi, Misuri (oeste)

## Demografía
En el  censo de 2000, hubo 5.351 personas, 2.208 hogares y 1.574 familias residiendo en el condado. La densidad poblacional era de 28 personas por milla cuadrada (11/km²). En el 2000 había 2.490 unidades unifamiliares en una densidad de 13 por milla cuadrada (5/km²). La demografía del condado era de 97,78% blancos, 0,95% afroamericanos, 0,41% amerindios, 0,07% asiáticos, 0,22% de otras razas y 0,56% de dos o más razas. 0,82% de la población era de origen hispano o latino de cualquier raza. 
La renta promedio para un hogar del condado era de $30.087 y el ingreso promedio para una familia era de $33.433. En 2000 los hombres tenían un ingreso medio de $29.523 versus $19.792 para las mujeres. La renta per cápita para el condado era de $16.276 y el 13,10% de la población estaba bajo el umbral de pobreza nacional.

## Ciudades y pueblos
- Arlington
- Bardwell